# Le Symbole

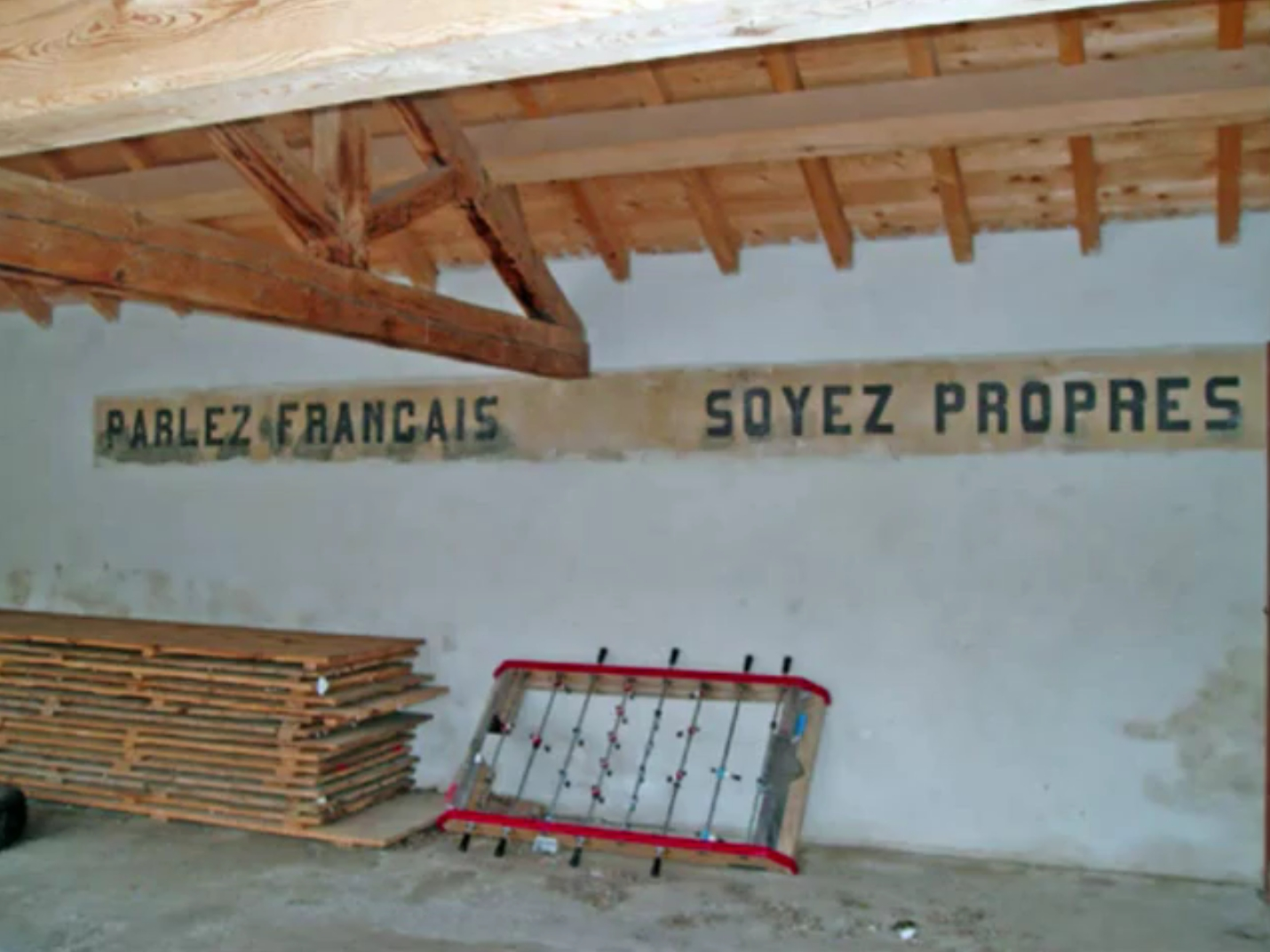
„Sprecht französisch, seid sauber“, geschrieben an einer Schulwand in Ayguatébia-Talau

Karte der Sprachen und Dialekte Frankreichs; rot die ursprünglich okzitanischen Varietäten

Le Symbole, auch ar vuoc'h („die Kuh“) genannt, war ein Bestrafungsmittel, das im 19. und 20. Jahrhundert von frankophonen Schulleitern in öffentlichen und privaten Schulen in der Bretagne, Okzitanien, im Baskenland und in Nordkatalonien verwendet wurde. Speziell handelt es sich dabei um einen Klotz, beispielsweise in Form eines Holzschuhs oder Schiefersteins, der Schülern bei Gebrauch ihrer regionalen Muttersprachen um den Hals gehängt wurde.
Der Gebrauch geht vor allem auf Jules Ferry zurück, der in den 1880er Jahren eine Reihe strenger Maßnahmen durchsetzte, um Regionalsprachen wie bretonisch, okzitanisch oder katalanisch (als Patois bezeichnet) in Frankreich weiter zu schwächen, wie ein Bericht Bernard Poignants von 1998 an Lionel Jospin zeigt.
Der Träger konnte den Klotz an einen seiner Mitschüler weitergeben, sobald er ihn eine Regionalsprache sprechen hören hatte. Der Schüler, der am Ende der Pause, des Halbtags oder des Tages im Besitz des Symbole war, wurde zum Beispiel mit Handarbeit, zusätzlichen Hausaufgaben, Prügelstrafe oder organisiertem Spott bestraft, der teilweise vom Schulleiter angeführt wurde.
Der Zweck seiner Verwendung war vor allem Ausschluss der Zielsprache von Schule und Spiel, Verspottung derer, die den festgelegten Sprachregeln nicht folgten und nicht zuletzt, dazu beizutragen, Schüler zu benachteiligen und Studentensolidarität zu verhindern. Im Jahr 1860, vor Einführung der allgemeinen Schulpflicht, repräsentierten okzitanische Muttersprachler beispielsweise mehr als 39 %, der französischsprachige Bevölkerungsanteil betrug 52 %. Ihr Anteil sank in den 1920er Jahren auf 26–36 % und fiel dann 1993 auf weniger als 7 %.